# رثمة (فطر)
رُثْمَة جنس من الفطريات في الفصيلة الرثمية المعروف باسم «بقعة القطران». هناك حوالي 18 نوعًا، تعيش عيشًا طفيليًا في أوراق الأشجار المتساقطة.

## الأنواع
من أنواعه:
- رثمة القيقب